# Burg Hertenstein
Die Burg Hertenstein ist eine abgegangene Spornburg südwestlich des Ortsteiles Billingsbach der Gemeinde Blaufelden im Landkreis Schwäbisch Hall in Baden-Württemberg.

## Geographische Lage
Der Burgstall liegt etwa 840 Meter südwestlich der Ortskirche in Billingsbach am Rand der Blaufelden-Gerabronner Ebene.
Die Stelle der ehemaligen Burg befindet sich in 442,8 m ü. NN Höhe auf einem Bergsporn, der über der Hertensteiner Mühle an der Einmündung des Billingsbaches in den Rötelbach aufsteigt. Der Sporn wird auf drei Seiten von steil abfallenden Hängen begrenzt, an seiner nordwestlichen Seite in das Tal des Billingsbaches und an der Westseite ins Rötelbachtal. Auch die Südseite ist durch Steilabfall in die sogenannte „Galgenklinge“, ein kleines Klingental, von Natur aus gut geschützt. Die vierte, ostnordöstliche Seite geht in die anschließende Hochfläche über und bildete damit die Hauptangriffsseite.

## Geschichte
Burg Hertenstein wurde vermutlich Anfang des 13. Jahrhunderts errichtet, die Datierung von zwei Becherscherben mit Bodenzeichen, die bei einer Grabung vom Emil Kost im Jahr 1948 gefunden wurden, deutet darauf hin. Wer die Burg erbaute und bewohnte, ist nicht bekannt. Die Funktion der Burg könnte damals in der Überwachung eines Abschnitts einer Altstraße, die von Künzelsau aus das Tal der Jagst überquerte, dann die Geigersteige unmittelbar unterhalb der Burg herauf zog und weiter über Schrozberg nach Rothenburg ob der Tauber führte, gelegen haben.
Erste Nachrichten von der Burg setzen erst im 14. Jahrhundert ein, als im Jahr 1314 ein Eberhard von Hertenstein als Urkundenzeuge der Hohenloher Gottfried und Gebhard von Brauneck erscheint. Er gehörte damals dem Deutschorden an. 
Die niederadeligen Herren von Hertenstein waren wohl Ministeriale des hochadeligen Geschlechtes der von Hohenlohe. Ob sie aber die Burg auch erbauen ließen oder auf welchen Weg die Burg sonst in ihren Besitz gelangte, ist ebenfalls unbekannt. Weitere Erwähnungen in Urkunden zeigen, dass die Hertensteiner wohl identisch waren mit den Ortsadel von Billingsbach, 1315 verkaufte Walter von Hertenstein „gesessen zu Billingsbach“ eigene Leute zu Mergentheim an den Deutschorden. Die Herren von Billingsbach verlagerten ihren Sitz im Dorf, heute ebenfalls ein Burgstall, anscheinend während des 14. Jahrhunderts auf die von Natur aus wesentlich besser geschützte Höhenburg. Nach dem Jahr 1374 starben die Hertensteiner wohl aus, der letzte bekannte Namensträger war der Wachbacher Pfarrer Eberhard von Hertenstein. 
Zu diesem Zeitpunkt war Burg Hertenstein vermutlich aber schon nicht mehr bewohnt, denn 1393 belehnte Graf Ulrich von Hohenlohe Rezzo von Bächlingen unter anderem mit einem Teil „an dem Burgstadel zu Hertenstein, vnd was eygens die Herrschaft an dem selben Burgstadel hette“. Auch in der Karte des Amtes Langenburg aus dem Jahr 1578 wurde die Burg Hertenstein als eine Ruine verzeichnet.
Zur Burg gehörte ursprünglich auch die Mühle im Rötelbachtal und ein nicht mehr lokalisierbarer Bauhof.